# 陶欣然
陶欣然（1994年7月5日—），中国湖南长沙人，围棋职业九段棋手。他2006年入段，2016年升为六段，2018年升为七段，2019年9月升为八段，2021年5月升为九段。他曾获得第20届新人王战冠军和第3届中信银行杯亚军。

## 职业生涯
入段以来陶欣然在国内比赛中屡创佳绩。2012年1月，陶欣然在迎新杯职业围棋赛中以九战全胜的成绩获得冠军。2013年5月，陶欣然在第20届中国新人王战决赛中以2比1战胜范蕴若，首次夺冠。2014年5月，陶欣然在第3届中信银行杯中进入决赛，负于李钦诚，获得亚军。
2016年3月，陶欣然在棋城杯西南王战中连胜时越、付冲和檀啸，在决赛中负于杨鼎新，获得亚军。
2017年7月，陶欣然获第十三届全国运动会围棋项目专业组第5名。2021年9月，陶欣然连胜王垚、芈昱廷、唐韦星、江维杰夺得第十四届全国运动会群众比赛围棋决赛男子个人公开组冠军。